# Asura hieroglyphica
Asura hieroglyphica là một loài bướm đêm thuộc phân họ Arctiinae, họ Erebidae.